# Antiporno
Pour plus de détails, voir Fiche technique et Distribution.
Antiporno (アンチポルノ, Anchiporuno) est un film japonais écrit et réalisé par Sion Sono, sorti en 2016.

## Synopsis
Kyoko, star de la mode, s’ennuie dans son appartement. Alors qu’elle attend Watanabe, une critique de mode influente censée écrire un article sur son art, elle contraint son assistante personnelle à un jeu de domination-humiliation. Mais les rôles vont peu à peu s’inverser.

## Fiche technique
- Titre : Antiporno
- Titre original : アンチポルノ (Anchiporuno?)
- Réalisation : Sion Sono
- Scénario : Sion Sono
- Musique : Tomonobu Kikuchi (ja)
- Photographie : Maki Itō
- Montage : Jun'ichi Itō (ja)
- Décors : Takashi Matsuzuka (ja)
- Sociétés de production : Nikkatsu, Django Film
- Sociétés de distribution : Nikkatsu, Elephant Films (en France)[1]
- Pays d'origine :  Japon
- Langue originale : japonais
- Format : couleur - 1,85:1 - numérique
- Genres : drame psychologique, film érotique
- Durée : 76 minutes
- Dates de sortie :
  - France : 7 septembre 2016 (L'Étrange Festival)[2]
  - Japon : 28 janvier 2017[3]
- Classification : interdiction aux -16 ans (France)[2], R-18 (Japon)[3]

## Distribution
Sauf indication contraire, les informations mentionnées dans cette section peuvent être confirmées par la base de données cinématographiques IMDb,  présente dans la section « Liens externes ».
- Ami Tomite : Kyôko
- Mariko Tsutsui : Noriko

## Autour du film
Le film est une commande de la Nikkatsu dans le cadre de sa série de films anthologique intitulée Roman Porno Reboot Project,.

## Distinctions

### Sélections
- 2016 : en compétition internationale lors de la 22e édition de l'Étrange Festival[2]
- 2016 : sélection After Hours du Festival du film de Turin[6]